# Sagittaria aginashii
Sagittaria aginashii är en svaltingväxtart som beskrevs av Tomitaro Makino. Sagittaria aginashii ingår i släktet pilbladssläktet, och familjen svaltingväxter. Inga underarter finns listade.